# 圣安德烈代贝尔托
圣安德烈代贝尔托（法語：Saint-André-d'Hébertot，法語發音：[sɛ̃.t‿ɑ̃dʁe debɛʁto] ⓘ）是法国卡尔瓦多斯省的一个市镇，属于利雪区。

## 地理
圣安德烈代贝尔托（49°18'47"N, 0°16'46"E）面积9.79 平方千米，位于法国诺曼底大区卡爾瓦多斯省，该省份为法国西北部沿海省份，北濒大西洋英吉利海峡，东北与滨海塞纳省以海上边界相接，东临厄尔省，南至奧恩省，西与芒什省接壤。
与圣安德烈代贝尔托接壤的市镇（或旧市镇、城区）包括：卡洛讷河畔莱索蒂约、博讷维尔拉卢韦、圣伯努瓦代贝尔托、卡洛讷河畔圣朱利安、叙尔维尔、维约堡、伯兹维尔、拉朗德圣莱热。

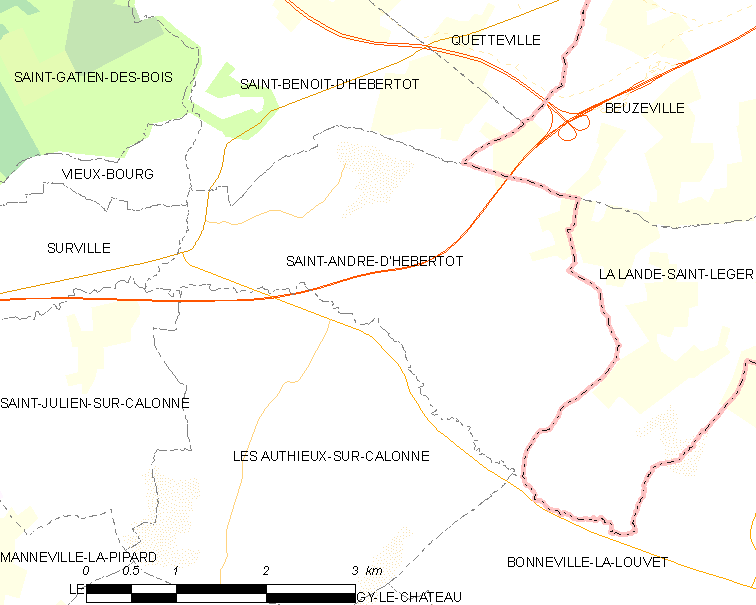
圣安德烈代贝尔托的OSM定位图

圣安德烈代贝尔托的时区为UTC+01:00、UTC+02:00（夏令时）。

## 行政
圣安德烈代贝尔托的邮政编码为14130，INSEE市镇编码为14555。

## 政治
圣安德烈代贝尔托所属的省级选区为蓬莱韦克县。

## 人口

1962-2008年间圣安德烈代贝尔托人口变化图示

圣安德烈代贝尔托于2022年1月1日时的人口数量为450人。